# Урукагина
Урукагина, или Уруинимгина — царь (энси, а затем лугаль) шумерского государства Лагаш, правил приблизительно в 2319 — 2312 годах до н. э., представитель I династии Лагаша. Разность в прочтении его имени как Урукагина или Уруинимгина объясняется тем, что клинописный символ «КА» — «рот» можно читать также как «ИНИМ» — «слово».
Шумеролог Самюэль Крамер называл его первым известным нам социальным реформатором в истории.

## Пришествие к власти Урукагины
Сын высокого царского вельможи Урукагина был избран правителем народным собранием после свержения Лугальанды (которое, вероятно, приняло форму народного восстания, так как злоупотребления и коррумпированность чиновников Лугальанды вызвали широкое недовольство земледельцев-общинников, ремесленников, жрецов и воинов).
Согласно надписи, Урукагина был избран из 36000 мужей Лагаша, а Энтемена для сравнения избирался из 3600 граждан. Обе цифры (при шумерской шестидесятичной системе счисления), безусловно, округлённые. Но, видимо, разница на порядок обусловлена тем, что Энтемену выбирала только зажиточная часть свободных граждан, а Урукагина распространил право участия в выборах и на бедняков.
Жена Урукагины Шагшаг была, по-видимому, тёткой Лугальанда, сестрой Энентарзи. Урукагина своим божеством-покровителем называет Ниншубур, а не Шульпаэ, как потомки Ур-Нанше. Свергнутый Лугальанда, как и его супруга Баранамтарра, не были убиты победителями. Бывший правитель дожил остаток дней в одном из храмов; царица же прожила ещё 3 года, в течение которых продолжала вести свои дела, при этом её общественное положение существенно не изменилось.

## Законодательная деятельность

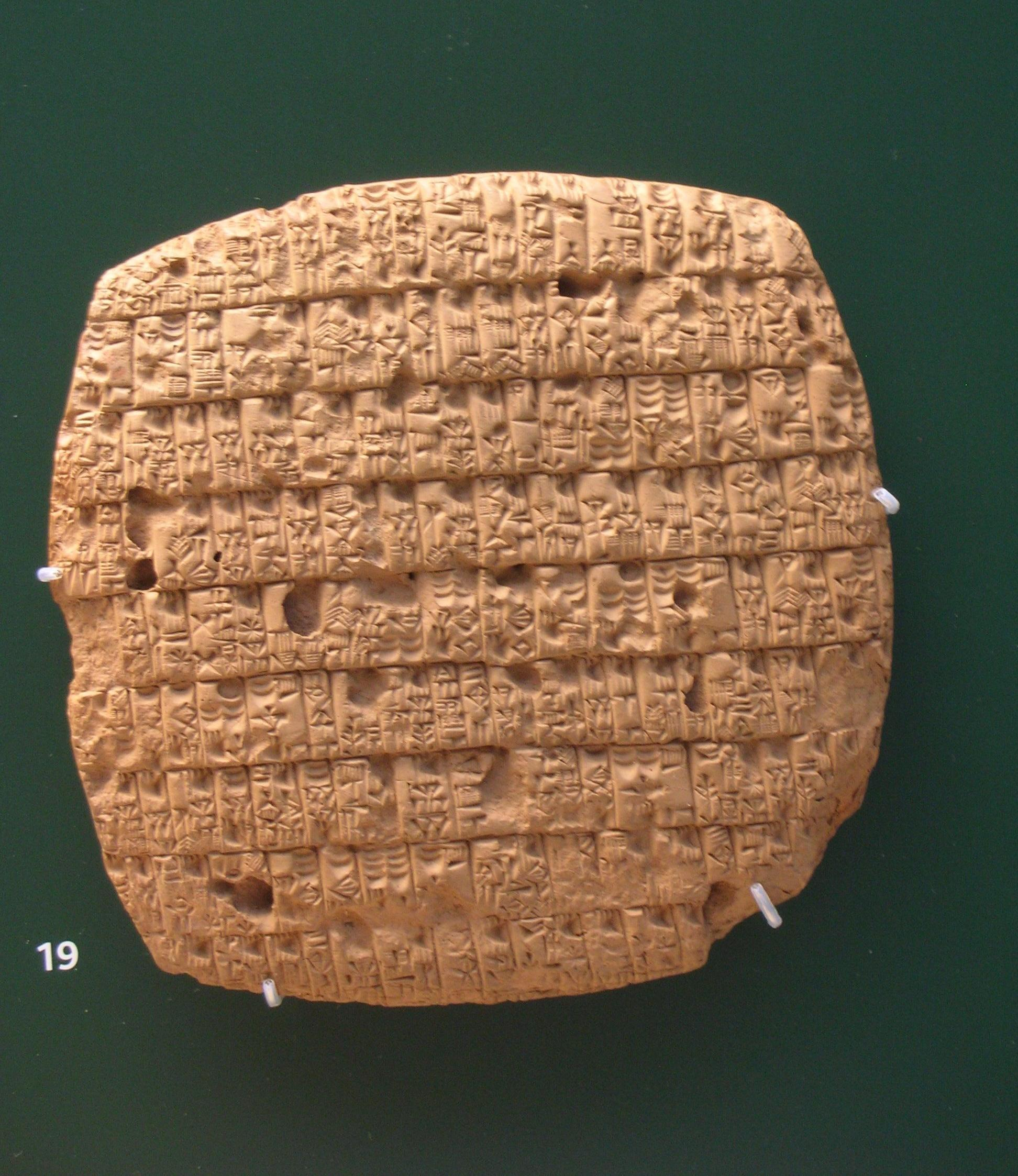
Табличка эпохи правления Уруинимгины

На следующий год после избрания Урукагина правителем, около 2318 г. до н. э. он получил чрезвычайные полномочия с титулом лугаля и начал счёт годов правления заново. Получив такие полномочия, Урукагина провёл реформу, о которой по его приказанию были составлены надписи. Копии надписи с его реформой известны нам по четырём копиям, обнаруженным французским археологом-любителем Эрнестом де Сарзеком при раскопках Телло в 1887 году.
Реформа Урукагины — древнейшее в мире известное нам законодательство. По словам Урукагины, он восстановил «свободу в Лагаше». На деле реформа сводилась формально к тому, что земли Нингирсу, Бабы (Бау) и других божеств были вновь изъяты из собственности семьи правителя, прекращены были противоречащие обычаю поборы и некоторые другие произвольные действия людей правителя, уменьшены платежи ремесленников, улучшено положение младшего жречества и более самостоятельной части зависимых людей в храмовых хозяйствах, отменены долговые сделки, а также уменьшены и упорядочены ритуальные оплаты. Однако по существу положение изменилось мало. Изъятие храмовых хозяйств из собственности правителя было чисто номинальным; вся правительственная администрация осталась на своих местах; причины обеднения общинников, заставлявшие их брать долг, также не были устранены.
Всё же самоуправление общин было восстановлено («Начиная с северной границы области Нингирсу вплоть до моря чиновники суда не вызывали больше людей»). Младшие братья общинников больше не привлекались в принудительном порядке для работ над ирригационным сооружением, как прежде, а самим занятым на этих работах общинникам полагалось дополнительное довольствие. Свободные общинники были впредь защищены от захвата своего имущества (скота и дома), приглянувшегося тому или другому знатному лицу. Аналогичным образом было запрещено посягательство на имущество «низших» воинов и их вдов. Перечисление своих реформ Урукагина заканчивает указанием на издание законов, призванных охранять граждан Лагаша от ростовщической кабалы, от обмана при взимании податей, от воровства, убийства, грабежа, а также защищать права вдов и сирот.

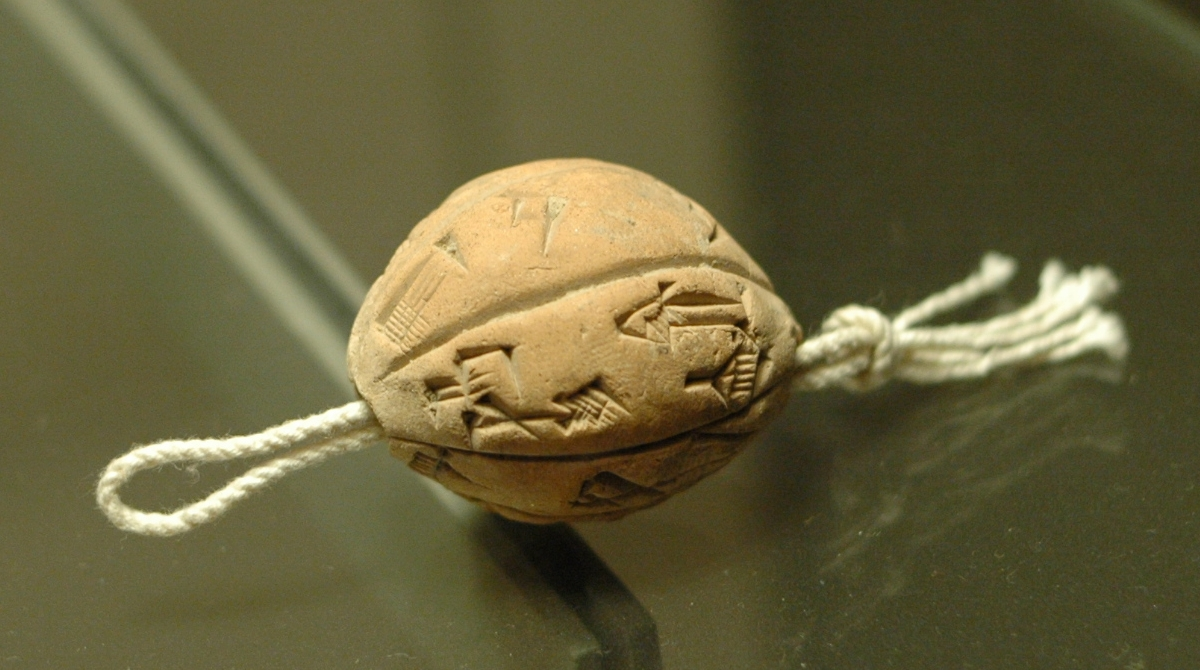
Удостоверение личности должностному лицу. Царствование Уруинимгины. Надпись гласит: «[назначен на] крепость стены». Найдено в Телло, древнее Гирсу. (Лувр)

При этом риторика законодательства Урукагины говорит не просто о «восстановлении» древних порядков, как у других древних правителей, а об их изменении и учреждении новых, более справедливых. Реформы Урукагины широко оцениваются современными авторами как прогрессивные, нацеленные на расширение равенства и свободы, однако вопрос о социальной базе и направленности деятельности этого правителя остаётся спорным. Так, В. В. Струве рассматривал его реформы как демократические, направленные на защиту интересов общинников, превратившихся благодаря Уруинимгине в полноправных граждан. С другой стороны, И. М. Дьяконов видел в реформах выражение борьбы жречества и родовой аристократии, возглавляемых Урукагиной, против светской служилой знати за контроль над храмовым хозяйством.
Особенно противоречивы мероприятия Урукагины, направленные на уничтожение пережитков полиандрии (если раньше женщина имела право на расторжение брака, а также могла иметь двух мужей сразу, то новое законодательство Лагаша устанавливало для совершавших такие действия женщин строгую кару; при этом аналогичных наказаний для мужчин за супружескую измену не сохранилось). Иногда утверждается, что это древнейшие письменные свидетельства понижения статуса женщины.

## Война с Лугальзагеси

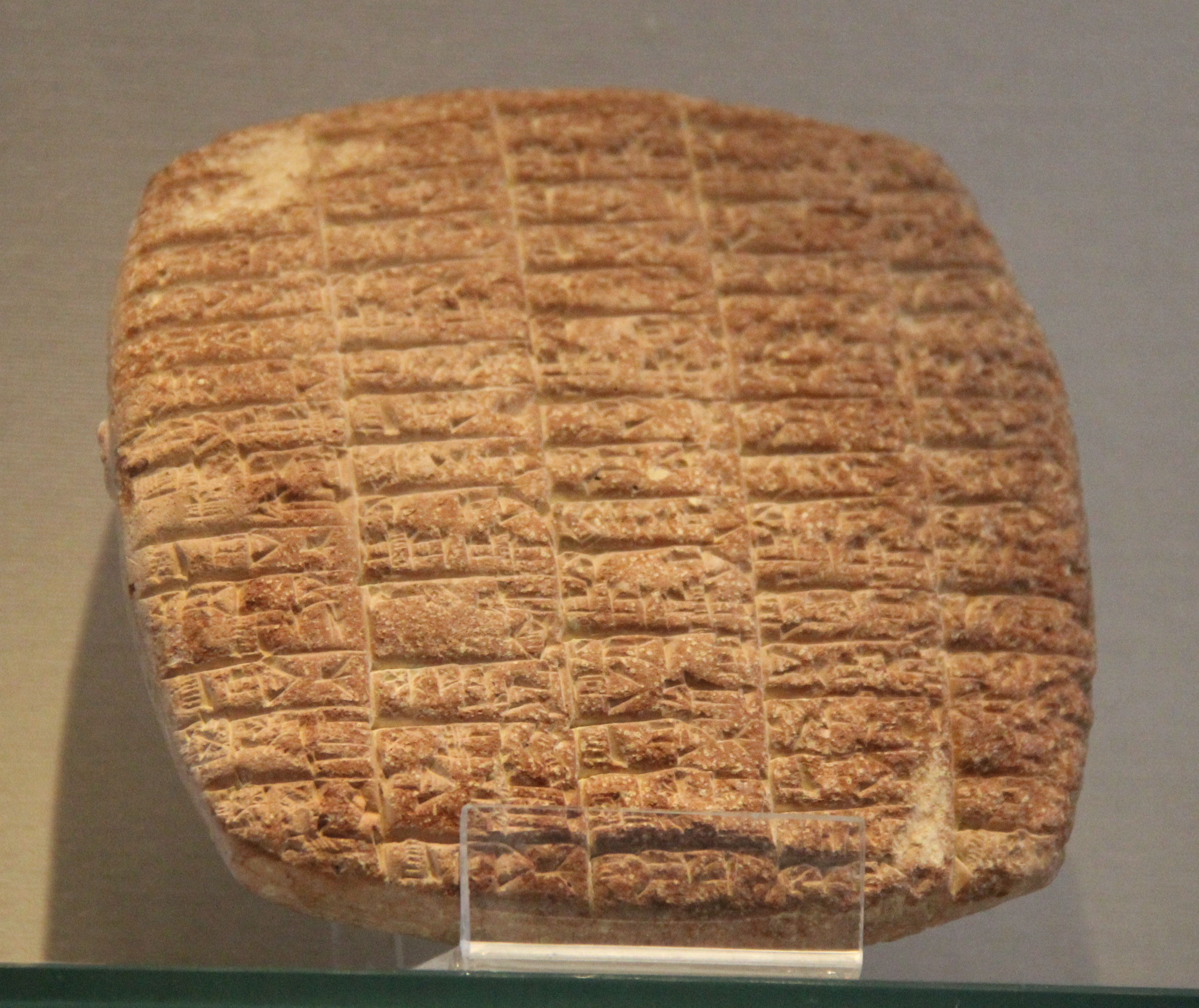
Табличка с текстом, получившим название «Плач об Уруинимгине». Ныне хранится в Лувре

Между тем Урукагина ввязался в войну с соседней Уммой, традиционным соперником Лагаша. В начале войны победа была на стороне Лагаша. Урукагина захватил Уру-аз («Город собаки»), союзника Уммы. Этот город упоминается ещё Эанатумом, который разрушил его и убил энси этого города. Но на 3-м году правления Урукагины — лугаля (ок. 2316 г. до н. э.) произошло объединение Уммы и Урука, под властью энси Уммы Лугальзагеси, что сразу увеличило силы Уммы, и положение Лагаша изменилось не в его пользу. Судя по документам хозяйственной отчётности Лагаша того времени, потери на войне привели к сокращению довольствия из государственно-храмового хозяйства (для общинников на 10 %, а для несвободных лиц — втрое), равно как и круга общинников, получавших его.
На 4-м году правления Урукагины (ок. 2315 г. до н. э.) Лугальзагеси вторгся в Лагаш и осадил его столицу город Нгирсу. Обработка занятых неприятелем полей прекратилась, в городе вспыхнули эпидемии, и положение Лагаша стало угрожающим. Найдена надпись, датированная этим годом, в которой дочь Урукагины Гимтарсирсир просит богов продлить годы её жизни. Но Урукагине удалось выиграть сражение и отбросить врагов. В течение 5 и 6-го «лугальских» годов правления (ок. 2314 — 2313 гг. до н. э.) Урукагины война также бушевала над лагашской территорией, и уммийцы с урукитами подходили к стенам Нгирсу. К 6-му году (ок. 2313 г. до н. э.) были разрушены и разорены все общины и храмы, лежавшие между каналом, составляющим границу с Уммой и пригородами собственно Лагаша и Нгирсу. Работавшие на храм общинники не получали довольствия в течение всего этого года.

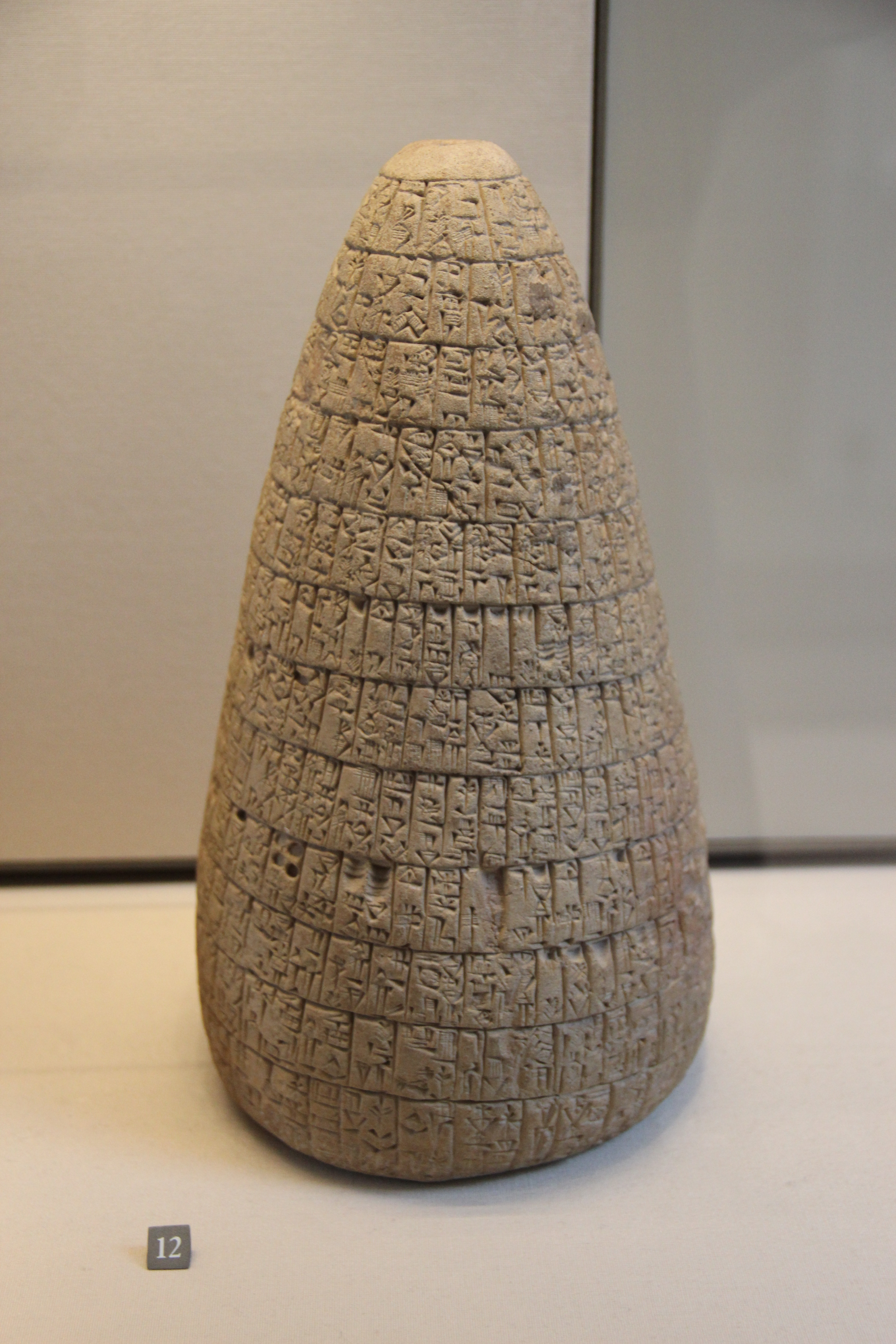
Конус Урукагины AO 3149, экспонируемый в Лувре

На 7-м году правления Урукагины (ок. 2312 г. до н. э.), по-видимому, в его лагере произошла измена (что может объясняться противодействием лагашской знати своему правителю, урезавшему её всевластие), от Лагаша отпала восточная часть его территории, а именно область Э-Нинмар. Воспользовавшись этим, Лугальзагеси нанёс Урукагине жесточайшее поражение и захватил добрую половину территории Лагаша. Остальная часть Лагаша пришла в запустение. Это событие нашло своё отражение в документе под названием «Плач об Урукагине», написанном одним из лагашских писцов.

«Люди Уммы бросили огонь в Эникалу, подожгли (храм) Анташурра, унесли серебро и драгоценные камни, потопили в крови дворец Тираш, в храме Абзибанда, в святилищах Энлиля и Баббара они пролили кровь… (идет длинный перечень разгромленных, сожженных и разграбленных храмов и других зданий), унесли зерно с Гинарбаниру, поля бога Нингирсу, которое было обработано. Люди Уммы, опустошив Лагаш, согрешили против Нингирсу. Могущество, пришедшее к ним, будет у них отнято. Царь Нгирсу Урукагина не грешен в том. Что же касается Лугальзагеси, энси Уммы, то пусть его богиня Нисаба несёт на своей главе бремя греха сего».

## Поражение от Саргона Древнего
Судя по тому, что среди пострадавших святилищ в «Плаче» не упомянут главный храм в Нгирсу, центральном городском квартале Лагаша, Урукагина скрылся за выстроенными по его приказу мощными стенами Нгирсу. В итоге, Лугальзагеси разрешил Урукагине свободный отход из крепости Нгирсу.
Подобная уступчивость Лугальзагеси по отношению к побеждённому врагу была, очевидно обусловлена тем, что над ним самим нависла угроза войны с Саргоном, царём Аккада. В Лагаше Лугальзагеси отменил все реформы Урукагины, а столицей Лагаша сделал город Э-Нинмар. Окончательно Лагаш был покорён Саргоном, который взял и разрушил Э-Нинмар. После этого о судьбе самого Урукагины ничего не известно.
Урукагина построил великолепные храмы для бога Нингирсу и его жены богини Бабы, кроме того, он приказал вырыть канал в честь богини Нанше. От времени Урукагины до нас дошёл большой хозяйственный архив из храма Бабы.
После седьмого года правления сведений о нём в текстах нет.
| I династия Лагаша          |                                           |                                     |
| Предшественник: Лугальанда | правитель Лагаша ок. 2319 — 2312 до н. э. | Преемник: завоёван Саргоном Древним |